# Гран-при Тихого океана
Гран-при Тихого океана (англ. Pacific Grand Prix) — этап чемпионата мира по автогонкам в классе «Формула-1». Проводился в сезонах 1994 и 1995 годов на трассе «Танака Интернейшнл» (Tanaka International Circuit) в Аиде, Япония (неподалёку от города Кобе). После разрушительного землетрясения 1995 года в Кобе, из-за которого гонка того года была перенесена в конец сезона, Гран-при Тихого океана не проводился.
Япония стала седьмой страной, принимавшей более одной гонки чемпионата мира в году.
Первая гонка, 1994 года, закончилась лёгкой победой Михаэля Шумахера, после схода Айртона Сенны, Мики Хаккинена и Никола Ларини из-за столкновений в первом повороте.
Гонка 1995 года оказалась более насыщенной событиями, однако заработанное Шумахером тактическое преимущество обеспечило ему досрочную победу в сезоне 1995 года, сделав его самым молодым двукратным чемпионом мира (этот рекорд был побит Фернандо Алонсо в 2006 году и затем Себастьяном Феттелем в 2011 году).

## Победители
| Сезон | Гонщик          | Машина           | Трасса            | Отчёт |
| ----- | --------------- | ---------------- | ----------------- | ----- |
| 1994  | Михаэль Шумахер | Benetton-Ford    | Танака Интернешнл | Отчёт |
| 1995  | Михаэль Шумахер | Benetton-Renault | Танака Интернешнл | Отчёт |